# Clay City (Kentucky)
Pour les articles homonymes, voir Clay City (homonymie).
Clay City est une ville américaine située dans le comté de Powell, dans le Kentucky. Selon le recensement de 2020, sa population est de 1 193 habitants.